# Jesus schläft, was soll ich hoffen?
Jesus schläft, was soll ich hoffen? (in tedesco, "Gesù dorme, in cosa posso sperare?") BWV 81 è una cantata di Johann Sebastian Bach.

## Storia
La cantata Jesus schläft, was soll ich hoffen? venne composta da Bach a Lipsia nel 1724 e fu eseguita per la prima volta il 30 gennaio dello stesso anno in occasione della quarta domenica dopo l'epifania. La quarta domenica dopo l'epifania è un evento abbastanza raro che si presenta solo se la data della pasqua cade tardi. Il libretto è tratto da un testo di Johann Franck per il settimo movimento, dal vangelo secondo Matteo, capitolo 8 versetto 26, per l'ottavo movimento e da testo di autore sconosciuto per i rimanenti.
Il tema musicale deriva dal corale Jesu, meine Freude, apparso per la prima volta nel 1653 nel Praxis pietatis melica del compositore Johann Crüger.

## Struttura
La cantata è scritta per contralto solista, tenore solista, basso solista, coro, flauto I e II, violino I e II, oboe d'amore I e II, viola e basso continuo ed è suddivisa in sette movimenti:
1. Aria: Jesus schläft, was soll ich hoffen?, per contralto, flauti, archi e continuo.
2. Recitativo: Herr! warum trittest du so ferne?, per tenore e continuo.
3. Aria: Die schäumenden Wellen von Belials Bächen, per tenore, archi e continuo.
4. Arioso: Ihr Kleingläubigen, warum seid ihr so furchtsam?, per basso e continuo.
5. Aria: Schweig, aufgetürmtes Meer!, per basso, oboi, archi e continuo.
6. Recitativo: Wohl mir, mein Jesus spricht ein Wort, per contralto e continuo.
7. Corale: Unter deinen Schirmen, per tutti.